# 埃氏海蠋魚
埃氏海蠋魚（学名：Halicampus edmondsoni），为輻鰭魚綱棘背魚目海龍魚科的其中一種，分布於中西太平洋區的夏威夷群島海域，棲息深度1-33公尺，體長可達9.4公分，棲息在珊瑚礁或潮池中，卵胎生。

## 外部連結
- 埃氏海蠋魚的圖片（页面存档备份，存于）